# Campeonato Mundial de Atletismo de 2015 - Heptatlo feminino

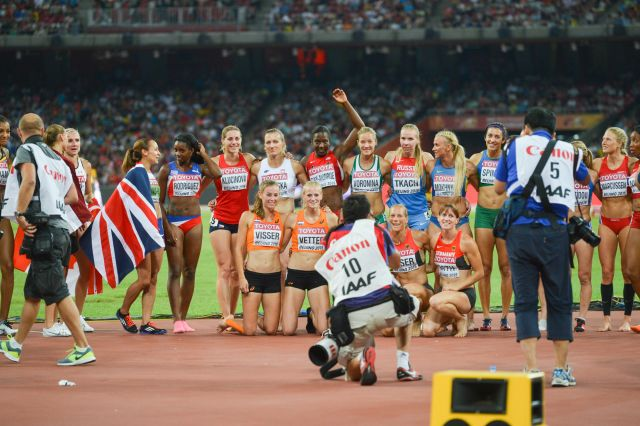
Atletas no Campeonato Mundial de Atletismo de 2015

A prova do Heptatlo  do Campeonato Mundial de Atletismo de 2015 foi disputada entre 22 e 23 de agosto  no Estádio Nacional de Pequim, em Pequim.

## Recordes
Antes desta competição, os recordes mundiais e do campeonato nesta prova eram os seguintes:
| Tipo                  | Atleta               | Pontos | Local | Data                   | Ref |
| --------------------- | -------------------- | ------ | ----- | ---------------------- | --- |
|                       | Jackie Joyner-Kersee | 7291   | Seul  | 24 de setembro de 1988 | ver |
| Recorde do campeonato | Jackie Joyner-Kersee | 7128   | Roma  | 1 de setembro de 1987  | ver |

## Medalhas
| Ouro                     | Prata                       | Bronze                         |
| Jessica Ennis-Hill (GBR) | Brianne Theisen-Eaton (CAN) | Laura Ikauniece-Admidiņa (LAT) |

## Cronograma
Todos os horários são locais (UTC+8).
| Data         | Hora  | Evento                   |
| ------------ | ----- | ------------------------ |
| 22 de agosto | 09:00 | 100 metros com barreiras |
| 22 de agosto | 10:20 | Salto em altura          |
| 22 de agosto | 18:30 | Arremesso de peso        |
| 22 de agosto | 20:15 | 200 metros               |
| 23 de agosto | 09:00 | Salto em distância       |
| 23 de agost  | 10:50 | Lançamento de dardo      |
| 23 de agosto | 19:40 | 800 metros               |

## Resultados

### 100 metros com barreiras
A prova ocorreu dia 22 de agosto às 09:00. 
| Colocação | Bateria | Atleta                    | Nacionalidade  | Resultados | Pontos | Notas |
| --------- | ------- | ------------------------- | -------------- | ---------- | ------ | ----- |
| 1         | 4       | Nadine Visser             | Países Baixos  | 12.81      | 1153   | PB    |
| 2         | 4       | Jessica Ennis-Hill        | Grã-Bretanha   | 12.91      | 1138   |       |
| 3         | 4       | Brianne Theisen-Eaton     | Canadá         | 12.98      | 1127   | PB    |
| 4         | 4       | Anastasiya Mokhnyuk       | Ucrânia        | 13.07      | 1114   |       |
| 5         | 4       | Akela Jones               | Barbados       | 13.17      | 1099   |       |
| 6         | 3       | Laura Ikauniece-Admidiņa  | Letônia        | 13.21      | 1093   | PB    |
| 7         | 4       | Erica Bougard             | Estados Unidos | 13.28      | 1083   |       |
| 8         | 3       | Grit Šadeiko              | Estónia        | 13.36      | 1071   |       |
| 9         | 3       | Katarina Johnson-Thompson | Reino Unido    | 13.37      | 1069   | PB    |
| 10        | 4       | Carolin Schäfer           | Alemanha       | 13.40      | 1065   | SB    |
| 11        | 4       | Sharon Day-Monroe         | Estados Unidos | 13.42      | 1062   |       |
| 12        | 3       | Claudia Rath              | Alemanha       | 13.44      | 1059   | PB    |
| 13        | 2       | Karolina Tymińska         | Polónia        | 13.52      | 1047   | SB    |
| 14        | 3       | Nadine Broersen           | Países Baixos  | 13.55      | 1043   |       |
| 15        | 2       | Portia Bing               | Nova Zelândia  | 13.59      | 1037   | PB    |
| 16        | 3       | Anouk Vetter              | Países Baixos  | 13.61      | 1034   |       |
| 17        | 2       | Jennifer Oeser            | Alemanha       | 13.67      | 1026   | SB    |
| 18        | 2       | Xénia Krizsán             | Hungria        | 13.70      | 1021   |       |
| 19        | 1       | Yorgelis Rodríguez        | Cuba           | 13.73      | 1017   | SB    |
| 20        | 3       | Uhunoma Osazuwa           | Nigéria        | 13.75      | 1014   |       |
| 21        | 1       | Sofia Yfantidou           | Grécia         | 13.77      | 1011   | SB    |
| 22        | 2       | Nafissatou Thiam          | Bélgica        | 13.83      | 1003   |       |
| 23        | 1       | Györgyi Zsivoczky-Farkas  | Hungria        | 13.85      | 1000   | PB    |
| 24        | 2       | Caroline Agnou            | Suíça          | 13.93      | 988    |       |
| 25        | 2       | Valérie Reggel            | Suíça          | 13.94      | 987    |       |
| 26        | 2       | Salcia Slack              | Jamaica        | 13.98      | 981    |       |
| 27        | 1       | Eliška Klučinová          | Chéquia        | 14.06      | 970    |       |
| 28        | 2       | Alina Fyodorova           | Ucrânia        | 14.17      | 954    |       |
| 29        | 1       | Vanessa Spínola           | Brasil         | 14.28      | 939    |       |
| 30        | 1       | Ida Marcussen             | Noruega        | 14.47      | 913    |       |
| 31        | 1       | Lyubov Tkach              | Rússia         | 15.05      | 835    |       |
| 32        | 1       | Ekaterina Voronina        | Uzbequistão    | 15.09      | 830    | PB    |
| 33        | 3       | Barbara Nwaba             | Estados Unidos | DNF        | 0      |       |
| 33        | 4       | Marthe Koala              | Burquina Fasso | DNF        | 0      |       |
| 34        | 4       | Hanna Melnychenko         | Ucrânia        | DNS        | 0      |       |
| 34        | 1       | Evelis Aguilar            | Colômbia       | DNS        | 0      |       |

### Salto em altura
A prova ocorreu dia 22 de agosto às 10:20. 
| Colocação | Grupo | Atleta                    | Nacionalidade  | Resultado | Pontos | Notas | pontuação total | Classificação geral |
| --------- | ----- | ------------------------- | -------------- | --------- | ------ | ----- | --------------- | ------------------- |
| 1         | A     | Katarina Johnson-Thompson | Grã-Bretanha   | 1.89      | 1093   |       | 2166            | 2                   |
| 2         | A     | Jessica Ennis-Hill        | Reino Unido    | 1.86      | 1054   | SB    | 2192            | 1                   |
| 3         | A     | Eliška Klučinová          | Chéquia        | 1.86      | 1054   |       | 2024            | 17                  |
| 3         | A     | Györgyi Zsivoczky-Farkas  | Hungria        | 1.86      | 1054   | PB    | 2054            | 11                  |
| 5         | A     | Alina Fyodorova           | Ucrânia        | 1.86      | 1054   |       | 2008            | 20                  |
| 5         | A     | Nadine Broersen           | Países Baixos  | 1.86      | 1054   | SB    | 2097            | 6                   |
| 7         | A     | Yorgelis Rodríguez        | Cuba           | 1.86      | 1054   | PB    | 2071            | 9                   |
| 8         | A     | Nafissatou Thiam          | Bélgica        | 1.86      | 1054   |       | 2057            | 10                  |
| 9         | A     | Uhunoma Osazuwa           | Nigéria        | 1.83      | 1014   |       | 2030            | 16                  |
| 9         | A     | Jennifer Oeser            | Alemanha       | 1.83      | 1014   |       | 2040            | 13                  |
| 11        | B     | Anastasiya Mokhnyuk       | Ucrânia        | 1.83      | 1014   | PB    | 2130            | 4                   |
| 12        | A     | Erica Bougard             | Estados Unidos | 1.83      | 1014   |       | 2097            | 6                   |
| 13        | A     | Carolin Schäfer           | Alemanha       | 1.80      | 978    |       | 2043            | 12                  |
| 13        | A     | Akela Jones               | Barbados       | 1.80      | 978    |       | 2077            | 8                   |
| 15        | A     | Brianne Theisen-Eaton     | Canadá         | 1.80      | 978    |       | 2105            | 5                   |
| 15        | B     | Claudia Rath              | Alemanha       | 1.80      | 978    | SB    | 2037            | 14                  |
| 17        | B     | Xénia Krizsán             | Hungria        | 1.80      | 978    | SB    | 1999            | 22                  |
| 18        | B     | Nadine Visser             | Países Baixos  | 1.80      | 978    | PB    | 2131            | 3                   |
| 19        | B     | Ekaterina Voronina        | Uzbequistão    | 1.80      | 978    | SB    | 1808            | 27                  |
| 20        | B     | Portia Bing               | Nova Zelândia  | 1.80      | 978    | =PB   | 2015            | 18                  |
| 21        | A     | Barbara Nwaba             | Estados Unidos | 1.77      | 941    |       | 941             | 33                  |
| 22        | A     | Sharon Day-Monroe         | Estados Unidos | 1.77      | 941    |       | 2003            | 21                  |
| 23        | A     | Laura Ikauniece-Admidiņa  | Letônia        | 1.77      | 941    |       | 2034            | 15                  |
| 24        | B     | Anouk Vetter              | Países Baixos  | 1.77      | 941    | SB    | 1975            | 23                  |
| 24        | B     | Grit Šadeiko              | Estónia        | 1.77      | 941    |       | 2012            | 19                  |
| 26        | A     | Lyubov Tkach              | Rússia         | 1.74      | 903    |       | 1738            | 32                  |
| 27        | B     | Vanessa Spínola           | Brasil         | 1.68      | 830    |       | 1769            | 28                  |
| 28        | B     | Sofia Yfantidou           | Grécia         | 1.68      | 830    | SB    | 1841            | 25                  |
| 28        | B     | Caroline Agnou            | Suíça          | 1.68      | 830    |       | 1818            | 26                  |
| 30        | B     | Ida Marcussen             | Noruega        | 1.68      | 830    |       | 1743            | 30                  |
| 31        | B     | Karolina Tymińska         | Polónia        | 1.65      | 795    |       | 1842            | 24                  |
| 32        | B     | Valérie Reggel            | Suíça          | 1.62      | 759    |       | 1746            | 29                  |
| 33        | B     | Salcia Slack              | Jamaica        | 1.62      | 759    | SB    | 1740            | 31                  |
| 34        | B     | Evelis Aguilar            | Colômbia       | DNS       | 0      |       | 0               | 34                  |
| 34        | B     | Hanna Melnychenko         | Ucrânia        | DNS       | 0      |       | 0               | 34                  |
| 34        | B     | Marthe Koala              | Burquina Fasso | DNS       | 0      |       | 0               | 34                  |

### Arremesso de peso
A prova ocorreu dia 22 de agosto às 18:30. 
| Colocação | Grupo | Atleta                    | Nacionalidade  | Resultado | Pontos | Notas | pontuação total | Classificação geral |
| --------- | ----- | ------------------------- | -------------- | --------- | ------ | ----- | --------------- | ------------------- |
| 1         | A     | Nafissatou Thiam          | Bélgica        | 15.24     | 877    | PB    | 2934            | 2                   |
| 2         | A     | Alina Fyodorova           | Ucrânia        | 14.98     | 860    |       | 2868            | 7                   |
| 3         | A     | Sharon Day-Monroe         | Estados Unidos | 14.85     | 851    |       | 2854            | 10                  |
| 4         | A     | Barbara Nwaba             | Estados Unidos | 14.64     | 837    | PB    | 1778            | 33                  |
| 5         | A     | Nadine Broersen           | Países Baixos  | 14.59     | 833    |       | 2930            | 3                   |
| 6         | B     | Caroline Agnou            | Suíça          | 14.49     | 827    | PB    | 2645            | 24                  |
| 7         | A     | Anouk Vetter              | Países Baixos  | 14.24     | 810    |       | 2785            | 17                  |
| 8         | A     | Györgyi Zsivoczky-Farkas  | Hungria        | 14.13     | 803    |       | 2857            | 9                   |
| 9         | A     | Xénia Krizsán             | Hungria        | 14.12     | 802    |       | 2801            | 14                  |
| 10        | A     | Lyubov Tkach              | Rússia         | 13.99     | 793    |       | 2531            | 28                  |
| 11        | A     | Anastasiya Mokhnyuk       | Ucrânia        | 13.83     | 783    |       | 2913            | 4                   |
| 12        | A     | Jennifer Oeser            | Alemanha       | 13.81     | 781    |       | 2821            | 12                  |
| 13        | A     | Karolina Tymińska         | Polónia        | 13.79     | 780    |       | 2622            | 25                  |
| 14        | A     | Eliška Klučinová          | Chéquia        | 13.79     | 780    |       | 2804            | 13                  |
| 15        | B     | Jessica Ennis-Hill        | Grã-Bretanha   | 13.73     | 776    |       | 2968            | 1                   |
| 16        | B     | Brianne Theisen-Eaton     | Canadá         | 13.70     | 774    |       | 2879            | 5                   |
| 17        | B     | Portia Bing               | Nova Zelândia  | 13.60     | 767    | PB    | 2782            | 18                  |
| 18        | A     | Yorgelis Rodríguez        | Cuba           | 13.54     | 763    |       | 2834            | 11                  |
| 19        | A     | Salcia Slack              | Jamaica        | 13.53     | 763    |       | 2503            | 30                  |
| 20        | B     | Ekaterina Voronina        | Uzbequistão    | 13.52     | 762    | SB    | 2570            | 26                  |
| 21        | A     | Vanessa Spínola           | Brasil         | 13.44     | 757    |       | 2526            | 29                  |
| 22        | B     | Valérie Reggel            | Suíça          | 13.32     | 749    |       | 2495            | 31                  |
| 23        | B     | Carolin Schäfer           | Alemanha       | 13.31     | 748    |       | 2791            | 15                  |
| 24        | B     | Nadine Visser             | Países Baixos  | 13.16     | 738    |       | 2869            | 6                   |
| 25        | B     | Claudia Rath              | Alemanha       | 13.09     | 733    |       | 2770            | 19                  |
| 26        | B     | Sofia Yfantidou           | Grécia         | 12.94     | 723    |       | 2564            | 27                  |
| 27        | B     | Ida Marcussen             | Noruega        | 12.86     | 718    |       | 2461            | 32                  |
| 28        | A     | Akela Jones               | Barbados       | 12.73     | 709    |       | 2786            | 16                  |
| 29        | B     | Laura Ikauniece-Admidiņa  | Letônia        | 12.71     | 708    |       | 2742            | 20                  |
| 30        | B     | Katarina Johnson-Thompson | Reino Unido    | 12.47     | 692    | PB    | 2858            | 8                   |
| 31        | B     | Grit Šadeiko              | Estónia        | 12.05     | 664    |       | 2678            | 22                  |
| 32        | B     | Uhunoma Osazuwa           | Nigéria        | 11.79     | 647    |       | 2677            | 23                  |
| 33        | B     | Erica Bougard             | Estados Unidos | 11.40     | 621    |       | 2718            | 21                  |

### 200 metros
A prova ocorreu dia 22 de agosto às 20:15. 
| Colocação | Grupo | Atleta                    | Nacionalidade  | Resultado | Pontos | Notas | pontuação total | Classificação geral |
| --------- | ----- | ------------------------- | -------------- | --------- | ------ | ----- | --------------- | ------------------- |
| 1         | 4     | Katarina Johnson-Thompson | Grã-Bretanha   | 23.08     | 1071   | SB    | 3925            | 2                   |
| 2         | 4     | Jessica Ennis-Hill        | Reino Unido    | 23.42     | 1037   | SB    | 4005            | 1                   |
| 3         | 4     | Nadine Visser             | Países Baixos  | 23.78     | 1002   |       | 3871            | 3                   |
| 4         | 4     | Brianne Theisen-Eaton     | Canadá         | 23.94     | 986    |       | 3865            | 4                   |
| 5         | 3     | Laura Ikauniece-Admidiņa  | Letônia        | 23.97     | 984    |       | 3726            | 13                  |
| 6         | 3     | Portia Bing               | Nova Zelândia  | 24.00     | 981    |       | 3763            | 8                   |
| 7         | 3     | Karolina Tymińska         | Polónia        | 24.15     | 966    |       | 3588            | 24                  |
| 8         | 3     | Claudia Rath              | Alemanha       | 24.15     | 966    |       | 3736            | 11                  |
| 9         | 4     | Carolin Schäfer           | Alemanha       | 24.22     | 960    |       | 3751            | 9                   |
| 10        | 3     | Uhunoma Osazuwa           | Nigéria        | 24.36     | 946    |       | 3623            | 22                  |
| 11        | 2     | Grit Šadeiko              | Estónia        | 24.41     | 942    |       | 3618            | 23                  |
| 11        | 4     | Erica Bougard             | Estados Unidos | 24.41     | 942    |       | 3662            | 20                  |
| 13        | 4     | Barbara Nwaba             | Estados Unidos | 24.47     | 936    |       | 2714            | 33                  |
| 14        | 4     | Anouk Vetter              | Países Baixos  | 24.53     | 930    |       | 3715            | 15                  |
| 15        | 2     | Anastasiya Mokhnyuk       | Ucrânia        | 24.60     | 924    |       | 3837            | 5                   |
| 16        | 3     | Lyubov Tkach              | Rússia         | 24.64     | 920    |       | 3451            | 26                  |
| 17        | 4     | Akela Jones               | Barbados       | 24.70     | 915    |       | 3701            | 18                  |
| 18        | 3     | Vanessa Spínola           | Brasil         | 24.73     | 912    |       | 3438            | 27                  |
| 19        | 3     | Salcia Slack              | Jamaica        | 24.73     | 912    |       | 3415            | 28                  |
| 20        | 2     | Valérie Reggel            | Suíça          | 24.83     | 902    |       | 3397            | 29                  |
| 21        | 1     | Jennifer Oeser            | Alemanha       | 25.03     | 884    |       | 3707            | 16                  |
| 22        | 2     | Yorgelis Rodríguez        | Cuba           | 25.04     | 883    |       | 3717            | 14                  |
| 23        | 2     | Sharon Day-Monroe         | Estados Unidos | 25.05     | 882    |       | 3736            | 10                  |
| 24        | 1     | Caroline Agnou            | Suíça          | 25.14     | 874    | PB    | 3519            | 25                  |
| 25        | 2     | Alina Fyodorova           | Ucrânia        | 25.22     | 867    |       | 3735            | 12                  |
| 26        | 2     | Xénia Krizsán             | Hungria        | 25.27     | 862    |       | 3663            | 19                  |
| 27        | 1     | Nafissatou Thiam          | Bélgica        | 25.28     | 861    |       | 3795            | 6                   |
| 28        | 2     | Eliška Klučinová          | Chéquia        | 25.39     | 851    |       | 3655            | 21                  |
| 29        | 2     | Nadine Broersen           | Países Baixos  | 25.41     | 850    |       | 3780            | 7                   |
| 30        | 1     | Györgyi Zsivoczky-Farkas  | Hungria        | 25.43     | 848    | PB    | 3705            | 17                  |
| 31        | 1     | Ekaterina Voronina        | Uzbequistão    | 25.77     | 817    |       | 3387            | 30                  |
| 32        | 1     | Sofia Yfantidou           | Grécia         | 25.93     | 803    |       | 3367            | 31                  |
| 33        | 1     | Ida Marcussen             | Noruega        | 26.27     | 774    |       | 3235            | 32                  |

### Salto em distância
A prova ocorreu dia 23 de agosto às 09:00. 
| Colocação | Grupo | Atleta                    | Nacionalidade  | Resultado | Pontos | Notas | pontuação total | Classificação geral |
| --------- | ----- | ------------------------- | -------------- | --------- | ------ | ----- | --------------- | ------------------- |
| 1         | A     | Claudia Rath              | Alemanha       | 6.61      | 1043   |       | 4779            | 4                   |
| 2         | A     | Brianne Theisen-Eaton     | Canadá         | 6.55      | 1023   |       | 4888            | 2                   |
| 3         | A     | Anastasiya Mokhnyuk       | Ucrânia        | 6.51      | 1010   |       | 4847            | 3                   |
| 4         | A     | Jessica Ennis-Hill        | Grã-Bretanha   | 6.43      | 985    | SB    | 4990            | 1                   |
| 5         | A     | Laura Ikauniece-Admidiņa  | Letônia        | 6.32      | 949    | PB    | 4675            | 8                   |
| 6         | B     | Györgyi Zsivoczky-Farkas  | Hungria        | 6.29      | 940    | SB    | 4645            | 9                   |
| 7         | A     | Grit Šadeiko              | Estónia        | 6.22      | 918    |       | 4536            | 18                  |
| 8         | B     | Uhunoma Osazuwa           | Nigéria        | 6.21      | 915    | SB    | 4538            | 17                  |
| 9         | B     | Nadine Broersen           | Países Baixos  | 6.20      | 912    |       | 4692            | 6                   |
| 10        | A     | Erica Bougard             | Estados Unidos | 6.18      | 905    |       | 4567            | 15                  |
| 11        | A     | Jennifer Oeser            | Alemanha       | 6.17      | 902    |       | 4609            | 10                  |
| 12        | B     | Xénia Krizsán             | Hungria        | 6.16      | 899    | SB    | 4562            | 16                  |
| 13        | A     | Nadine Visser             | Países Baixos  | 6.14      | 893    |       | 4764            | 5                   |
| 14        | A     | Nafissatou Thiam          | Bélgica        | 6.14      | 893    |       | 4688            | 7                   |
| 15        | A     | Anouk Vetter              | Países Baixos  | 6.11      | 883    |       | 4598            | 12                  |
| 16        | A     | Eliška Klučinová          | Chéquia        | 6.10      | 880    |       | 4535            | 19                  |
| 17        | A     | Akela Jones               | Barbados       | 6.09      | 877    |       | 4578            | 14                  |
| 18        | A     | Karolina Tymińska         | Polónia        | 6.08      | 874    |       | 4462            | 22                  |
| 18        | B     | Barbara Nwaba             | Estados Unidos | 6.08      | 874    |       | 3588            | 32                  |
| 20        | A     | Alina Fyodorova           | Ucrânia        | 6.06      | 868    |       | 4603            | 11                  |
| 21        | B     | Lyubov Tkach              | Rússia         | 6.01      | 853    |       | 4304            | 24                  |
| 22        | A     | Caroline Agnou            | Suíça          | 5.97      | 840    |       | 4359            | 23                  |
| 23        | B     | Portia Bing               | Nova Zelândia  | 5.95      | 834    |       | 4597            | 13                  |
| 24        | B     | Ida Marcussen             | Noruega        | 5.89      | 816    |       | 4051            | 29                  |
| 25        | B     | Yorgelis Rodríguez        | Cuba           | 5.83      | 798    |       | 4515            | 21                  |
| 26        | B     | Ekaterina Voronina        | Uzbequistão    | 5.81      | 792    |       | 4179            | 25                  |
| 27        | B     | Sharon Day-Monroe         | Estados Unidos | 5.79      | 786    |       | 4522            | 20                  |
| 28        | B     | Sofia Yfantidou           | Grécia         | 5.75      | 774    |       | 4141            | 26                  |
| 29        | B     | Salcia Slack              | Jamaica        | 5.54      | 712    |       | 4127            | 27                  |
| 30        | B     | Vanessa Spínola           | Brasil         | 5.40      | 671    |       | 4109            | 28                  |
| 31        | B     | Valérie Reggel            | Suíça          | NM        | 0      |       | 3397            | 33                  |
| 31        | B     | Carolin Schäfer           | Alemanha       | NM        | 0      |       | 3751            | 31                  |
| 31        | A     | Katarina Johnson-Thompson | Reino Unido    | NM        | 0      |       | 3925            | 30                  |

### Lançamento de dardo
A prova ocorreu dia 23 de agosto às 10:50. 
| Colocação | Grupo | Atleta                    | Nacionalidade  | Resultado | Pontos | Notas | pontuação total | Classificação geral |
| --------- | ----- | ------------------------- | -------------- | --------- | ------ | ----- | --------------- | ------------------- |
| 1         | A     | Sofia Yfantidou           | Grécia         | 56.19     | 980    |       | 5121            | 21                  |
| 2         | A     | Laura Ikauniece-Admidiņa  | Letônia        | 53.67     | 931    | SB    | 5606            | 4                   |
| 3         | A     | Nadine Broersen           | Países Baixos  | 53.52     | 928    |       | 5620            | 2                   |
| 4         | A     | Anouk Vetter              | Países Baixos  | 51.78     | 895    |       | 5493            | 7                   |
| 5         | A     | Eliška Klučinová          | Chéquia        | 51.09     | 881    | PB    | 5416            | 11                  |
| 6         | A     | Nafissatou Thiam          | Bélgica        | 49.31     | 847    |       | 5535            | 5                   |
| 7         | A     | Györgyi Zsivoczky-Farkas  | Hungria        | 49.30     | 847    | SB    | 5492            | 8                   |
| 8         | A     | Xénia Krizsán             | Hungria        | 49.17     | 844    |       | 5406            | 12                  |
| 9         | A     | Grit Šadeiko              | Estónia        | 47.78     | 817    |       | 5353            | 14                  |
| 10        | B     | Barbara Nwaba             | Estados Unidos | 46.59     | 794    | PB    | 4382            | 31                  |
| 11        | A     | Jennifer Oeser            | Alemanha       | 46.45     | 791    | SB    | 5400            | 13                  |
| 12        | A     | Sharon Day-Monroe         | Estados Unidos | 46.02     | 783    |       | 5305            | 15                  |
| 13        | A     | Carolin Schäfer           | Alemanha       | 45.21     | 768    |       | 4519            | 30                  |
| 14        | B     | Ekaterina Voronina        | Uzbequistão    | 44.44     | 753    | SB    | 4932            | 25                  |
| 15        | B     | Vanessa Spínola           | Brasil         | 43.75     | 739    |       | 4848            | 26                  |
| 16        | A     | Yorgelis Rodríguez        | Cuba           | 43.27     | 730    |       | 5245            | 16                  |
| 17        | A     | Caroline Agnou            | Suíça          | 43.15     | 728    |       | 5087            | 22                  |
| 18        | B     | Brianne Theisen-Eaton     | Canadá         | 42.94     | 724    |       | 5612            | 3                   |
| 19        | A     | Valérie Reggel            | Suíça          | 42.57     | 717    |       | 4114            | 32                  |
| 20        | B     | Jessica Ennis-Hill        | Grã-Bretanha   | 42.51     | 716    |       | 5706            | 1                   |
| 21        | A     | Ida Marcussen             | Noruega        | 42.01     | 706    |       | 4757            | 27                  |
| 22        | B     | Claudia Rath              | Alemanha       | 41.31     | 692    |       | 5471            | 9                   |
| 23        | B     | Nadine Visser             | Países Baixos  | 40.07     | 669    |       | 5433            | 10                  |
| 24        | B     | Katarina Johnson-Thompson | Reino Unido    | 39.52     | 658    |       | 4583            | 29                  |
| 25        | B     | Anastasiya Mokhnyuk       | Ucrânia        | 38.93     | 647    | PB    | 5494            | 6                   |
| 26        | A     | Lyubov Tkach              | Rússia         | 38.34     | 635    |       | 4939            | 24                  |
| 27        | B     | Uhunoma Osazuwa           | Nigéria        | 36.88     | 608    |       | 5146            | 19                  |
| 28        | B     | Salcia Slack              | Jamaica        | 36.11     | 593    |       | 4720            | 28                  |
| 29        | B     | Alina Fyodorova           | Ucrânia        | 35.67     | 584    |       | 5187            | 17                  |
| 30        | B     | Erica Bougard             | Estados Unidos | 35.06     | 573    |       | 5140            | 20                  |
| 31        | B     | Portia Bing               | Nova Zelândia  | 34.69     | 566    |       | 5163            | 18                  |
| 32        | B     | Karolina Tymińska         | Polónia        | 34.66     | 565    |       | 5027            | 23                  |
| 33        | B     | Akela Jones               | Barbados       | DNS       | 0      |       | 0               | 33 !                |

### 800 metros
A prova ocorreu dia 23 de agosto às 19:40. 
| Colocação | Bateria | Atleta                    | Nacionalidade  | Resultado | Pontos | Notas |
| --------- | ------- | ------------------------- | -------------- | --------- | ------ | ----- |
| 1         | 3       | Claudia Rath              | Alemanha       | 2:09.66   | 970    |       |
| 2         | 4       | Jessica Ennis-Hill        | Grã-Bretanha   | 2:10.13   | 963    |       |
| 3         | 4       | Brianne Theisen-Eaton     | Canadá         | 2:11.52   | 942    |       |
| 4         | 3       | Sharon Day-Monroe         | Estados Unidos | 2:11.61   | 941    |       |
| 5         | 1       | Barbara Nwaba             | Estados Unidos | 2:12.20   | 933    |       |
| 6         | 1       | Ida Marcussen             | Noruega        | 2:12.62   | 927    |       |
| 7         | 2       | Karolina Tymińska         | Polónia        | 2:13.04   | 921    |       |
| 8         | 3       | Xénia Krizsán             | Hungria        | 2:13.36   | 916    |       |
| 9         | 3       | Nadine Visser             | Países Baixos  | 2:13.72   | 911    | PB    |
| 10        | 4       | Laura Ikauniece-Admidiņa  | Letônia        | 2:13.79   | 910    |       |
| 11        | 3       | Jennifer Oeser            | Alemanha       | 2:13.89   | 908    | SB    |
| 12        | 4       | Györgyi Zsivoczky-Farkas  | Hungria        | 2:14.71   | 897    |       |
| 13        | 2       | Portia Bing               | Nova Zelândia  | 2:14.88   | 894    |       |
| 14        | 4       | Nadine Broersen           | Países Baixos  | 2:16.58   | 871    |       |
| 15        | 4       | Anastasiya Mokhnyuk       | Ucrânia        | 2:17.00   | 865    |       |
| 16        | 3       | Grit Šadeiko              | Estónia        | 2:17.32   | 860    |       |
| 17        | 3       | Eliška Klučinová          | Chéquia        | 2:19.48   | 831    |       |
| 18        | 2       | Sofia Yfantidou           | Grécia         | 2:19.55   | 830    |       |
| 19        | 2       | Uhunoma Osazuwa           | Nigéria        | 2:21.36   | 805    | PB    |
| 20        | 1       | Vanessa Spínola           | Brasil         | 2:21.81   | 799    |       |
| 21        | 2       | Alina Fyodorova           | Ucrânia        | 2:22.43   | 791    |       |
| 22        | 2       | Lyubov Tkach              | Rússia         | 2:22.50   | 790    |       |
| 23        | 2       | Caroline Agnou            | Suíça          | 2:23.33   | 779    | SB    |
| 24        | 4       | Anouk Vetter              | Países Baixos  | 2:23.71   | 774    |       |
| 25        | 1       | Ekaterina Voronina        | Uzbequistão    | 2:24.04   | 769    | SB    |
| 26        | 4       | Nafissatou Thiam          | Bélgica        | 2:24.55   | 763    |       |
| 27        | 3       | Yorgelis Rodríguez        | Cuba           | 2:30.47   | 687    |       |
| 28        | 1       | Katarina Johnson-Thompson | Reino Unido    | 2:50.73   | 456    |       |
| 29        | 1       | Carolin Schäfer           | Alemanha       | DNS       |        |       |
| 29        | 2       | Erica Bougard             | Estados Unidos | DNS       |        |       |
| 29        | 1       | Salcia Slack              | Jamaica        | DNS       |        |       |
| 29        | 1       | Valérie Reggel            | Suíça          | DNS       |        |       |

## Classificação final
| Colocação         | Atleta                    | Nacionalidade  | 100 m C/B | SA   | AP  | 200 m | SD   | LD  | 800 m | Total | Notas |
| ----------------- | ------------------------- | -------------- | --------- | ---- | --- | ----- | ---- | --- | ----- | ----- | ----- |
| Medalha de ouro   | Jessica Ennis-Hill        | Grã-Bretanha   | 1138      | 1054 | 776 | 1037  | 985  | 716 | 963   | 6669  | SB    |
| Medalha de prata  | Brianne Theisen-Eaton     | Canadá         | 1127      | 978  | 774 | 986   | 1023 | 724 | 942   | 6554  |       |
| Medalha de bronze | Laura Ikauniece-Admidiņa  | Letônia        | 1093      | 941  | 708 | 984   | 949  | 931 | 910   | 6516  | NR    |
| 4                 | Nadine Broersen           | Países Baixos  | 1043      | 1054 | 833 | 850   | 912  | 928 | 871   | 6491  |       |
| 5                 | Claudia Rath              | Alemanha       | 1059      | 978  | 733 | 966   | 1043 | 692 | 970   | 6441  |       |
| 6                 | Györgyi Zsivoczky-Farkas  | Hungria        | 1000      | 1054 | 803 | 848   | 940  | 847 | 897   | 6389  | PB    |
| 7                 | Anastasiya Mokhnyuk       | Ucrânia        | 1114      | 1016 | 783 | 924   | 1010 | 647 | 865   | 6359  | PB    |
| 8                 | Nadine Visser             | Países Baixos  | 1153      | 978  | 738 | 1002  | 893  | 669 | 911   | 6344  |       |
| 9                 | Xénia Krizsán             | Hungria        | 1021      | 978  | 802 | 862   | 899  | 844 | 916   | 6322  | PB    |
| 10                | Jennifer Oeser            | Alemanha       | 1026      | 1016 | 781 | 884   | 902  | 791 | 908   | 6308  | SB    |
| 11                | Nafissatou Thiam          | Bélgica        | 1003      | 1054 | 877 | 861   | 893  | 847 | 763   | 6298  |       |
| 12                | Anouk Vetter              | Países Baixos  | 1034      | 941  | 810 | 930   | 883  | 895 | 774   | 6267  |       |
| 13                | Eliška Klučinová          | Chéquia        | 970       | 1054 | 780 | 851   | 880  | 881 | 831   | 6247  |       |
| 14                | Sharon Day-Monroe         | Estados Unidos | 1062      | 941  | 851 | 882   | 786  | 783 | 941   | 6246  |       |
| 15                | Grit Šadeiko              | Estónia        | 1071      | 941  | 664 | 942   | 918  | 817 | 860   | 6213  | SB    |
| 16                | Portia Bing               | Nova Zelândia  | 1037      | 978  | 767 | 981   | 834  | 566 | 894   | 6057  |       |
| 17                | Alina Fyodorova           | Ucrânia        | 954       | 1054 | 860 | 867   | 868  | 584 | 791   | 5978  |       |
| 18                | Uhunoma Osazuwa           | Nigéria        | 1014      | 1016 | 647 | 946   | 915  | 608 | 805   | 5951  |       |
| 19                | Sofia Yfantidou           | Grécia         | 1011      | 830  | 723 | 803   | 774  | 980 | 830   | 5951  |       |
| 20                | Karolina Tymińska         | Polónia        | 1047      | 795  | 780 | 966   | 874  | 565 | 921   | 5948  |       |
| 21                | Yorgelis Rodríguez        | Cuba           | 1017      | 1054 | 763 | 883   | 798  | 730 | 687   | 5932  |       |
| 22                | Caroline Agnou            | Suíça          | 988       | 830  | 827 | 874   | 840  | 728 | 779   | 5866  |       |
| 23                | Lyubov Tkach              | Suíça          | 835       | 903  | 793 | 920   | 853  | 635 | 790   | 5729  |       |
| 24                | Ekaterina Voronina        | Uzbequistão    | 830       | 978  | 762 | 817   | 792  | 753 | 769   | 5701  | SB    |
| 25                | Ida Marcussen             | Noruega        | 913       | 830  | 718 | 774   | 816  | 706 | 927   | 5684  |       |
| 26                | Vanessa Spínola           | Brasil         | 939       | 830  | 757 | 912   | 671  | 739 | 799   | 5647  |       |
| 27                | Barbara Nwaba             | Estados Unidos | DNF       | 941  | 837 | 936   | 874  | 794 | 933   | 5315  |       |
| 28                | Katarina Johnson-Thompson | Reino Unido    | 1069      | 1093 | 692 | 1071  | 0    | 658 | 456   | 5039  | SB    |
| 99                | Carolin Schäfer           | Alemanha       | 1065      | 978  | 748 | 960   | 0    | 768 | DNS   | —     | DNF   |
| 99                | Erica Bougard             | Estados Unidos | 1083      | 1016 | 621 | 942   | 905  | 573 | DNS   | —     | DNF   |
| 99                | Salcia Slack              | Jamaica        | 981       | 759  | 763 | 912   | 712  | 593 | DNS   | —     | DNF   |
| 99                | Valérie Reggel            | Suíça          | 987       | 759  | 749 | 902   | 0    | 717 | DNS   | —     | DNF   |
| 99                | Akela Jones               | Barbados       | 1099      | 978  | 709 | 915   | 877  | DNS |       | —     | DNF   |
| 99                | Marthe Koala              | Burquina Fasso | DNF       | DNS  |     |       |      |     |       | —     | DNF   |
| 99                | Evelis Aguilar            | Colômbia       | DNS       |      |     |       |      |     |       | —     | DNS   |
| 99                | Hanna Melnychenko         | Ucrânia        | DNS       |      |     |       |      |     |       | —     | DNS   |

Legenda
| Recorde mundial       | Recorde mundial (World record)               |                       | Recorde africano                      | Recorde africano (African) |                                           | Q | Classificado por posição (Qualified) |
| Recorde do campeonato | Recorde do campeonato (Championship record)  | Recorde da América    | Recorde da América (Americas)         | q                          | Classificado por melhor tempo (Qualified) |   |                                      |
| Melhor marca do ano   | Melhor marca do ano (World leading)          | Recorde asiático      | Recorde asiático (Asian)              | DNS                        | Não largou (Did not start)                |   |                                      |
| Recorde nacional      | Recorde nacional (National record)           | Recorde europeu       | Recorde europeu (European)            | DNF                        | Não terminou (Did not finish)             |   |                                      |
| Recorde pessoal       | Recorde pessoal do atleta (Personal best)    | Recorde da Oceania    | Recorde da Oceania (Oceania)          | DSQ / DQ                   | Desclassificado (Disqualified)            |   |                                      |
| Recorde da temporada  | Recorde da temporada do atleta (Season best) | Recorde sul-americano | Recorde sul-americano (South America) | NM                         | Sem marca (No mark)                       |   |                                      |